# La Dominelais
Dominelais (bret. Doveneleg) – miejscowość i gmina we Francji, w regionie Bretania, w departamencie Ille-et-Vilaine.
Według danych na rok 1990 gminę zamieszkiwało 829 osób, a gęstość zaludnienia wynosiła 26 osób/km² (wśród 1269 gmin Bretanii Dominelais plasuje się na 647. miejscu pod względem liczby ludności, natomiast pod względem powierzchni na miejscu 248.).